# ونتورت، کمبریج‌شر
ونتورت، کمبریج‌شر (به انگلیسی: Wentworth) یک روستا و محله مدنی در بریتانیا است که در کمبریج‌شر شرقی واقع شده‌است. ونتورت، کمبریج‌شر ۲۰۰ نفر جمعیت دارد.